# Estàtua de Pepi I

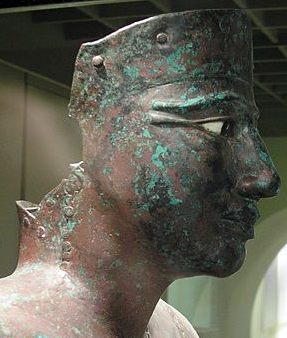
Imatge de l'estàtua de coure del Faraó Pepi I al Museu Egipci del Caire.

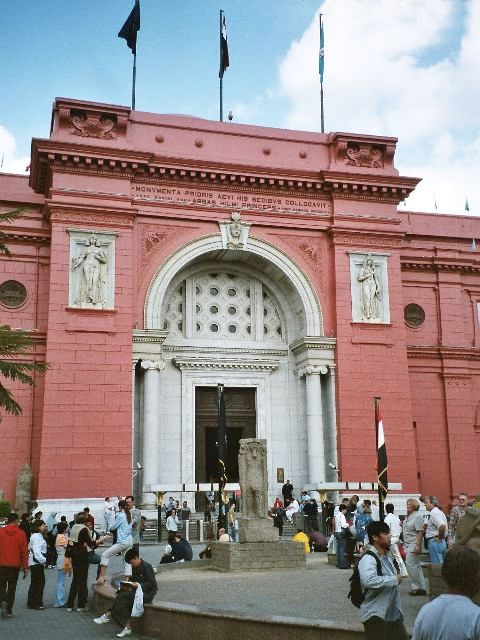
Entrada principal del Museu Egipci del Caire.

L'Estàtua de coure del Faraó Pepi I és una escultura que va ser elaborada en època de l'Imperi Antic d'Egipte, durant la dinastia VI d'Egipte i és considerada la més antiga de les escultures realitzades en metall en tota la història.

## Troballa i història
L'estàtua va ser trobada en un santuari de Nekhen (Hieracómpolis), que era des del període Predinàstic la capital de l'Alt Egipte i d'ella va partir Narmer per aconseguir la unificació de les Dues Terres (Egipte). Durant l'Imperi Nou la capital va passar a El-Kab (Eileithyaspolis).

## Simbologia
L'estàtua representa a Meryra Pepi, o Pepi I, el tercer faraó de la dinastia VI d'Egipte, que va regnar de ca. 2310 a 2260 a. C. (von Beckerath).
Anomenat Meryra a la Llista Real d'Abidos i Pepi a la Llista Real de Saqqara. El Cànon Real de Torí li atribueix un regnat de vint anys. Manethó l'anomena Fiós, i li assigna 53 anys de regnat, segons Juli Africà.

## Conservació
- La figura s'exhibeix de forma permanent al Museu Egipci del Caire.

## Característiques
- Estil: Art de l'Antic Egipte.
- Material: coure i fusta.
- Tècnica: Martellejat